# Dustin Clare
Dustin Clare er en skuespiller fra Australien, der blev kendt da han spillede Riley Ward i tv-serien McLeod's Daughters. I 2009 spillede han lejemorderen Christopher Dale Flannery i Underbelly: A Tale of Two Cities, og medvirkede i Satisfaction som Sean. 
Derudover var han med som gladiatoren Gannicus i Spartacus: Gods of the Arena, Spartacus: Vengeance og Spartacus: War of the Damned, der var udsprunget fra tv-serien Spartacus: Blood and Sand.
Dustin opvoksede i New South Wales, men tog eksamen fra ”Western Australian Academy of Performing Arts” i 2004, hvor han især havde studeret drama. Han blev i 2011 valgt som ambassadør til ”Warrambeen Film Festival” i sin hjemegn i Australien 

## Film og tv-serier
| Year      | Title                            | Role                        | Notes                                                                      |
| --------- | -------------------------------- | --------------------------- | -------------------------------------------------------------------------- |
| 2013      | Spartacus: War of the Damned     | Gannicus                    | tv-serie i 10 afsnit                                                       |
| 2012      | Spartacus: Vengeance             | Gannicus                    | tv-serie i 10 afsnit                                                       |
| 2011      | The Eye of the Storm             | Col                         | Film                                                                       |
| 2011      | Spartacus: Gods of the Arena     | Gannicus                    | tv-serie i 6 afsnit                                                        |
| 2010      | Kanowna                          | Trooper Brown               | Skuespiller og med-producent                                               |
| 2008–2010 | Satisfaction                     | Sean (Mel's bror)           | TV-serie                                                                   |
| 2009      | Happenstance                     | Eks-kæreste                 | Film                                                                       |
| 2009      | Early Checkout                   | Dan                         | Udover at medvirke var han også medforfatter og producer                   |
| 2009      | Underbelly: A Tale of Two Cities | Christopher Dale Flannery   | TV Serie                                                                   |
| 2008      | Cane Cutter                      | Roo                         | Han var udover at medvirke og instruktør, forfatter og producer.           |
| 2006–2007 | McLeod's Daughters               | Riley Ward                  | TV-serie, vandt Sliver Logie for mest populære nye mandlige talent i 2007. |
| 2007      | Air Australia                    | Sir Charles Kingsford Smith | TV mini-serie                                                              |
| 2006      | Iron Bird                        | Jonathan Paul Harmer JP     | Film                                                                       |
| 2005      | Headland                         | Gareth Williams             | TV-episoder: #1.2 og #1.3                                                  |
| 2005      | All Saints                       | Rick Fallon                 | TV-episode: "New Beginnings"                                               |
| 2004      | Going Down in Flames             | Donny                       | Film                                                                       |
| 2003      | Brothers                         | Ethan                       | Film                                                                       |

### Fodnoter
1. ↑  Dustin Clare : Define, Explore, Discuss